# KAYO (azienda)
KAYO Sh.a. è un'azienda pubblica albanese attiva nel settore della difesa e controllata dal governo albanese attraverso il Ministero della difesa.
L'azienda è stata costituita nel 2024 per sviluppare l'industria della difesa albanese unificando le attività degli impianti produttivi di Gramsh, Mjekës e Poliçan.

## Storia
Nell'aprile 2024 il Ministro della difesa Niko Peleshi ha annunciato l'intenzione di riprendere la produzione albanese di armamenti in seguito ad una richiesta di ampliare le proprie capacità produttive avanzata dal Presidente ucraino Volodymyr Zelens'kyj durante una sua visita nel paese nel febbraio dello stesso anno.
Il 26 luglio successivo l'Assemblea dell'Albania ha approvato la legge per la costituzione di un'azienda statale, posta sotto il controllo del Ministero della difesa e con un bilancio preliminare pari a 3 milioni di euro, deputata alla produzione e alla vendita di armi, munizioni, equipaggiamento e tecnologie militari attraverso il conferimento di tre impianti produttivi di proprietà dello Stato albanese siti a Gramsh, Mjekës e Poliçan.
Nell'aprile 2025 l'azienda ha firmato un memorandum d'intesa con l'italiana Fincantieri per la collaborazione nello sviluppo dell'industria cantieristica e navale albanese.